# Xavier Musca
Pour les articles homonymes, voir Musca.
Xavier Musca, né le 23 février 1960 à Bastia[réf. nécessaire] (Haute-Corse), est un ancien haut fonctionnaire français, directeur général de Crédit Agricole CIB et directeur général délégué de Crédit Agricole S.A. chargé du pôle Grandes Clientèles, constitué de la banque de financement et d’investissement, de la gestion de fortune (CA Indosuez Wealth Group) et des services aux institutionnels et aux entreprises (CACEIS).
Il est secrétaire général de la présidence de la République française du 27 février 2011 au 15 mai 2012.

## Origines et formation
Fils d'agent des PTT, Xavier Musca est lauréat du concours général en histoire (1976). Il entre, après l'obtention du diplôme de l'Institut d'études politiques de Paris (Sciences Po), à l'École nationale d'administration (promotion Léonard de Vinci) dont il sort en 1985.

## Famille
Il est père de quatre enfants.

## Carrière

### Ministère des Finances
Chargé de mission auprès du chef de service de l'Inspection générale des finances en 1988, Xavier Musca entre à la direction du Trésor l'année suivante, d'abord comme chargé de mission auprès du chef de service, puis en qualité de chef du bureau des affaires européennes en 1990. Il seconde alors Jean-Claude Trichet dans les négociations préalables au Traité de Maastricht. 
En 1993, Xavier Musca est appelé au cabinet du Premier ministre, Édouard Balladur, comme conseiller technique, puis retrouve la direction du Trésor en 1995, successivement en tant que chef du bureau des marchés financiers puis sous-directeur Europe chargé des affaires monétaires et internationales en 1996 et chef du service du financement de l'État et de l'économie à partir de 2000. 
Xavier Musca est nommé directeur de cabinet de Francis Mer au ministère de l'Économie, des Finances et de l'Industrie entre 2002 et 2004, et demeure chargé de mission quelques semaines dans le cabinet du nouveau titulaire de Bercy, Nicolas Sarkozy. Il mène la nationalisation d'Alstom pour éviter la faillite au groupe industriel.
Proche du ministre, qu'il a côtoyé à Sciences Po puis auprès d'Édouard Balladur, et dont la première épouse, Marie-Dominique Culioli, est originaire du même village corse que lui, Vico, Xavier Musca est nommé le 23 juin suivant à la tête de la Direction générale du Trésor et de la Politique économique (DGTPE), nouvellement créée pour regrouper direction du Trésor, direction des Relations économiques extérieures et direction de la Prévision et de l'Analyse économique. À ce titre, il est alors président du Club de Paris (fonction traditionnellement occupée par le directeur de la DGTPE), et préside le Comité économique et financier de l'Union européenne qui regroupe les directeurs du Trésor européens en 2005. Il est régulièrement le négociateur français dans les réunions du FMI et de la Banque mondiale, et coordonne avec ses homologues européens le sauvetage du secteur bancaire dans l'Union.

### Présidence de la République
« Beau spécimen de la méritocratie française, jamais passé au privé », selon L'Express, Xavier Musca quitte la direction du Trésor le 26 février 2009, pour devenir secrétaire général adjoint de la présidence de la République, attaché aux affaires économiques en remplacement de François Pérol. Spécialiste de la finance mondiale et grand connaisseur des sommets internationaux, il prend en charge les négociations du G20 de Londres du 2 avril 2009, sur l'assainissement et le contrôle du système financier mondial et la lutte contre les paradis fiscaux.
À la suite de la nomination de Claude Guéant au ministère de l'Intérieur, le 27 février 2011, Xavier Musca devient secrétaire général de la présidence de la République française.
Le 3 juin 2015, il est entendu dans l'enquête sur les sondages de l'Élysée. Ces investigations portent sur la régularité des contrats conclus sous le quinquennat de Nicolas Sarkozy entre l'Élysée et neuf instituts de sondage, notamment la société Publifact de Patrick Buisson. La garde à vue est levée le jour-même au soir.

### Crédit Agricole
Le 13 juin 2012, il est nommé directeur général délégué de Crédit Agricole SA. Il est officiellement désigné après consultation de la Commission de déontologie le 17 juillet 2012.

## Autres fonctions
Xavier Musca siège également au conseil d'administration de Gaz de France depuis 2006, et au conseil de surveillance de CNP Assurances depuis 2007, et est vice-président du conseil d'administration de la Caisse nationale des autoroutes depuis 2008. Il est également membre du conseil d’administration de Capgemini depuis 2014.
En outre, il est parrain de la promotion Grandes Écoles 2015 d'Audencia Nantes.

## Dans la fiction
- 2013 : dans le téléfilm La Dernière Campagne, son rôle est interprété par Philippe Bertin.

## Décorations
- Chevalier de la Légion d'honneur (2008)[13]
- Officier de la Légion d'honneur (2023)
- Chevalier de l'ordre national du Mérite (2000)[12]
- Chevalier de l'ordre du Mérite agricole